# スタッフォード・ノースコート (初代イデスリー伯爵)
初代イデスリー伯爵スタッフォード・ヘンリー・ノースコート（英: Stafford Henry Northcote, 1st Earl of Iddesleigh, GCB, PC、1818年10月27日 - 1887年1月12日）は、イギリスの政治家、貴族。
ヴィクトリア朝の保守党政権で閣僚職を歴任した。1881年に保守党党首ベンジャミン・ディズレーリが死去すると貴族院保守党の指導者ソールズベリー侯爵とともに党首を務めた。しかし庶民院保守党を固めきれず、やがてソールズベリー侯爵が保守党の主導的地位を確立していき、1885年の保守党の政権奪還の際にもソールズベリー侯爵が首相職に就いている。
イデスリー伯爵位を与えられる前の1851年から1885年にかけてはサー・スタッフォード・ノースコート准男爵の称号を使用した。

## 経歴

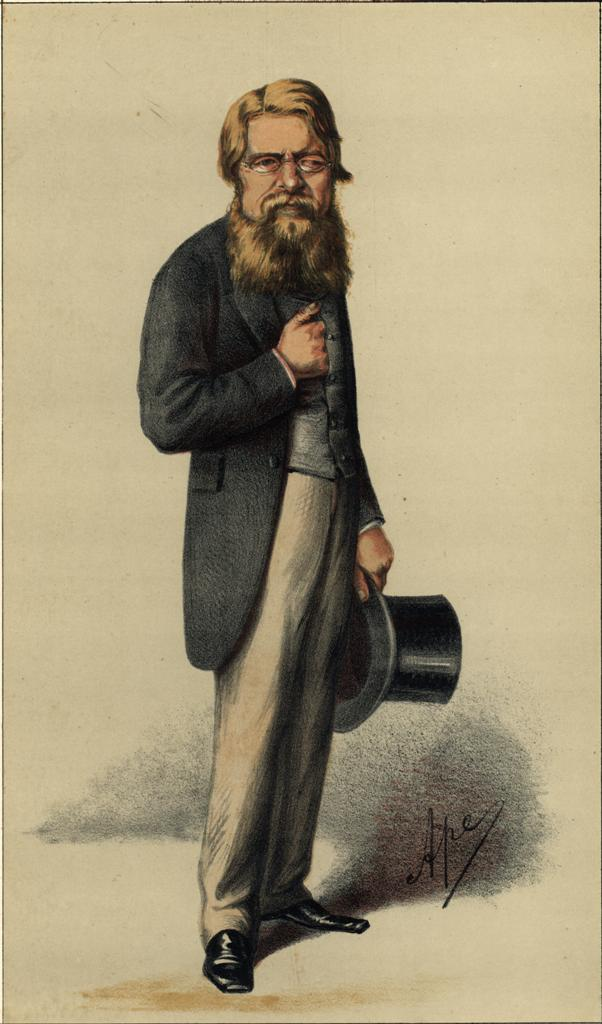
1870年10月8日の『バニティ・フェア』誌に描かれたノースコート。

ヘンリー・スタッフォード・ノースコート（第7代准男爵スタッフォード・ヘンリー・ノースコートの長男）の長男として生まれる。母はアグネス・コックバーン（東インド会社社員トーマス・コックバーンの娘）。
イートン校を経てオックスフォード大学ベリオール・カレッジへ進学。
1843年から1845年にかけてウィリアム・グラッドストン通商大臣の秘書官を務める。1847年には通商省の法務秘書官となる。
1851年にバース勲章コンパニオンを受章。同年3月に祖父の死により（父は祖父に先立って1850年に死去）、第8代ノースコート准男爵位を継承する。
1855年から1857年までダドリー選挙区、1858年から1866年までスタンフォード選挙区、1866年から叙爵される1885年までノース・デヴォン選挙区から選出されて庶民院議員を務める。
保守党に所属し、保守党政権下で閣僚職を歴任した。第3次ダービー伯爵内閣期と第1次ディズレーリ内閣期の1866年から1868年にかけては通商大臣、ついでインド大臣を務めた。
自由党政権の第1次グラッドストン内閣期の1872年には野党議員でありながらグラッドストンの信任を受けてオックスフォード大学国際法教授モンタギュー・バーナードとともにアメリカに派遣され、南北戦争中に起きたアラバマ号事件についての英米交渉を任された。その中で賠償金額についてアメリカが当初要求していた額の三分の一まで減額させることに成功した。
1874年から1880年に成立した第2次ディズレーリ内閣では大蔵大臣を務めた。1875年のスエズ運河買収にはノースコートは慎重な立場だったが、ディズレーリの説得に折れて賛成に転じている。また1879年のズールー戦争の戦費調達をめぐってはノースコートは茶税を導入しようとしたが、世論の反発を買うことを恐れたディズレーリによって退けられ、結局公債で軍事費を賄っている。
1876年にディズレーリがビーコンズフィールド伯爵に叙されて貴族院へ移籍した際、ディズレーリの指名で代わって庶民院院内総務に就任している。
1880年に保守党は総選挙に敗れて下野し、1881年には党首ディズレーリが死去した。これに伴い、保守党は庶民院保守党をノースコートが、貴族院保守党をソールズベリー侯爵が指導するという二党首体制に移行した。当時から庶民院議員には貴族院の風下に置かれることを好まない風潮があったため、すぐに政権交代があったならばノースコートが首相になっていた可能性が高かった。しかし実際に政権交代があったのは1885年7月であり、その時までにノースコートの権威は失墜してしまっていた。その原因はランドルフ・チャーチル卿（ウィンストン・チャーチルの父）を中心とする保守党反執行部グループ「第四党」の造反だった。ノースコートはもともと温和な性格の上、グラッドストンの個人秘書官だった過去からグラッドストンに対して常に敬意を抱いており、野党指導者として政権攻撃力が弱かった。これに不満を抱いたランドルフ卿らはノースコートを差し置いて激しいグラッドストン批判を展開して注目を集めていったのである。
「第四党」の活躍を前にノースコートの影は薄くなり、首相になる可能性も失っていった。1885年7月に第二次グラッドストン内閣が総辞職した際、ヴィクトリア女王が大命を下したのはソールズベリー侯爵だったが、これは女王の独断ではなく、保守党全体の空気を追認したものに他ならなかった。ノースコートは第1次ソールズベリー侯爵内閣で第一大蔵卿として遇され、またイデスリー伯爵とセント・サイラス・オブ・ニュートン・セント・サイラス子爵（Viscount Saint Cyres of Newton Saint Cyres）の爵位を与えられて、貴族院へ移籍した。
1886年7月に成立した第2次ソールズベリー侯爵内閣には外務大臣として入閣したが、人のいいイデスリー卿ではドイツ帝国の「鉄血宰相」ビスマルクと渡り合っていくのが難しく、ソールズベリー卿は苦渋の決断ながら（ソールズベリー卿とイデスリー卿は仲が良かった）、イデスリー卿の更迭と自身が外相を兼ねることを決意した。ソールズベリー卿はそのことをイデスリー卿に伝えるのが忍びなかったため黙っており、イデスリー卿が自分の解任を知ったのは内閣改造発表当日の1887年1月12日だった。驚愕したイデスリー卿は、その日の午後に首相官邸へ向かったが、そこで心臓発作に襲われて急死した。68歳だった。

## 栄典

### 爵位
- 1885年、初代イデスリー伯爵（連合王国貴族爵位）[3]
- 1885年、初代ニュートン・セント・サイラスのセント・サイラス子爵（フランス語読みで「サン・シール子爵」とも・連合王国貴族爵位）[3]

### 勲章
- 1851年、バス勲章コンパニオン（CB）[3]
- 1880年、バス勲章ナイト・グランド・クロス（GCB）[3]

### その他
- 1851年、第8代ノースコート准男爵（1641年創設イングランド准男爵）[3]
- 1866年、枢密顧問官（PC）[3]

## 家族
1843年にセシリア・フランセス・ファラー（Cecilia Frances Farrer）と結婚し、彼女との間に以下の10子を儲けた。
- 第1子（長女）マーベル（Mabel）（?-1851年）
- 第2子（次女）マーガレット嬢（Lady Margaret）（?-1947年）
- 第3子（長男）第2代イデスリー伯爵ウォルター（Walter）（1845年-1927年）
- 第4子（次男）初代ノースコート男爵ヘンリー（英語版）（1846年-1911年）
- 第5子（三女）アグネス・メアリー嬢（Lady Agnes Mary）（1848年-1921年）
- 第6子（三男）牧師ジョン閣下（Rev. Hon. John）（1850年-1920年）
- 第7子（四男）牧師アーサー・フランシス閣下（Rev. Hon. Arthur Francis）（1852年-1943年）
- 第8子（五男）ヒュー・オリバー閣下（Hon. Hugh Oliver）（1854年-1900年）
- 第9子（六男）エドワード・ルイス（Edward Louis）（1857年-1872年）
- 第10子（七男）エイミアス閣下（Hon. Amyas）（1864年-1923年）